# Epitoxus hilarulus
Epitoxus hilarulus är en skalbaggsart som först beskrevs av Lewis 1897.  Epitoxus hilarulus ingår i släktet Epitoxus och familjen stumpbaggar. Inga underarter finns listade i Catalogue of Life.